# Уша (станция)
«Уша́» (бел. Уша) — железнодорожная станция электропоездов в Молодечненском районе. Расположен между платформами Лоси и Мясота.
Станция расположена в посёлке Красное. Является одной из конечных электропоездов. В посёлке находятся: Костёл Вознесения Пресвятой Девы Марии (построен в 1912 г.), Свято-Покровская церковь (построенная в 1889 г.), часовня-усыпальница Тышинских, городище «Замок» (высотой 10 метров). Недалеко от станции проходит трасса P28, Минск — Молодечно. Так же можно добраться маршруткой до ж/д вокзала в Минске.

## Стоимость
Стоимость проезда от станции Минск-Пассажирский — 1,43 рубля, от станции Молодечно — 0,48 рубля.

## В пути
Время в пути, со всеми остановками от станции Минск-Пассажирский, около 84 минут.